# Полярный экспресс
«Поля́рный экспре́сс» (англ. The Polar Express) — американский анимационный рождественский приключенческий фильм 2004 года в жанре фэнтези, снятый Робертом Земекисом в соавторстве со сценаристом Уильямом Бройлсом-младшим по мотивам одноимённой детской книги Криса Ван Оллсбурга 1985 года. В главных ролях снялись Том Хэнкс (в нескольких ролях), Дэрил Сабара, Нона Гэй, Джимми Беннетт и Эдди Дизен. В фильме используются игровое кино и компьютерная анимация с использованием технологии захвата движения. Съёмки последней проходили с июня 2003 по май 2004 года. Действие фильма разворачивается в канун Рождества. В фильме рассказывается история мальчика, который видит за окном таинственный поезд, идущий на Северный полюс, и машинист приглашает его сесть в поезд. Он присоединяется к другим детям, которые отправляются в путешествие к Санта-Клаусу, готовящемуся к Рождеству.
Премьера фильма «Полярный экспресс» состоялась на Чикагском международном кинофестивале 13 октября 2004 года, а 10 ноября компания Warner Bros. Pictures выпустила его в прокат в США. Фильм получил неоднозначные отзывы критиков и собрал в прокате 286 миллионов долларов при рекордном бюджете в 165–170 миллионов долларов, что на тот момент было рекордным показателем для анимационного фильма. Последующие повторные релизы помогли увеличить мировые сборы фильма до 318,2 миллионов долларов, а в 2006 году он был занесен в Книгу рекордов Гиннесса как первый фильм, полностью снятый с использованием цифровых технологий. «Полярный экспресс» также стал последним фильмом с участием Майкла Джитера перед его смертью 30 марта 2003 года и посвящён его памяти.

## Сюжет
История рассказывает нам о почти переставшем верить в Санта-Клауса 8-летнем мальчике Крисе, за которым в сочельник приехал волшебный поезд, направляющийся на Северный полюс. Он встречает в поезде других детей, включая 10-летнюю девочку Холли и умного мальчика по прозвищу Всезнайка. Когда поезд подъезжает к дому 9-летнего Билли из бедной семьи, Крис применяет аварийные тормоза, чтобы Билли сел в поезд, так как он изначально не хотел ехать, но потом передумал. Затем кондуктор зовёт команду официантов, которые дают детям какао, и Холли прячет одну чашку под своим сиденьем, чтобы передать её Билли. Холли с кондуктором относят чашку какао к Билли, который в тот момент находился один в хвостовом служебном вагоне. Затем Крис находит проездной билет Холли (который ещё не был прокомпостирован) на её сиденье, пытается отнести ей его, но теряет его по пути. Вскоре Крис рассказывает Холли о произошедшем и хочет отдать ей свой билет, но кондуктор сообщает, что обмен билетами недопустим. Кондуктор уводит Холли, и Крис переживает, что её высадят из поезда, но вместо этого Холли с кондуктором идут вдвоём гулять по крышам вагонов. Вскоре Крис вновь находит билет Холли и бежит по крышам вагонов вслед за ней.
Потеряв Холли и кондуктора из виду, Крис встречает странного бродягу, представляющегося владельцем поезда и Северного полюса. Отчаянно пытаясь найти Холли, Крис с помощью бродяги спускается на лыжах по крышам вагонов. Мальчик проникает в паровозную будку и находит Холли за штурвалом поезда. В это время машинист Стимер и кочегар Смоуки заменяют лампу на головном прожекторе паровоза, и Стимер замечает стадо оленей на рельсах. Машинист просит сидящих в кабине детей остановить поезд с помощью тормоза, что они и делают. Затем Стимер говорит пришедшему Кондуктору, что стадо оленей слишком большое и его можно разогнать только спустя многие часы. В это время пришедший Крис поскальзывается и хватается за бороду Смоуки, чтобы не упасть. Смоуки кричит от боли, и один из оленей внезапно отвечает ему. После этого кондуктор дважды хватает кочегара за бороду, из-за чего тот издаёт вопль, похожий на олений, который помогает прогнать животных с дороги.
После того, как олени ушли с путей, Стимер повёл поезд дальше. Позже машинист замечает, что рычаг тяги заклинило и пытается его расшатать. В результате от крепления отваливается шплинт, из-за чего рычаг отваливается и поезд начинает неконтролируемый разгон. Поезд доезжает до самого крутого уклона в мире и на большой скорости летит вниз по рельсам. Пока Стимер и Смоуки пытаются найти шплинт (который Стимер нечаянно проглатывает), из-за перепадов высоты, которые вызывают кратковременную потерю гравитации, поезд въезжает на участок железной дороги, который замёрз внутри озера. После выезда на лёд поезд теряет сцепление с рельсами и начинает скользить по льду. Смоуки выбивает ударом лопаты по спине Стимера проглоченный шплинт, отчего тот вылетает в окно и врезается в лёд, вызывая его раскол. В последний момент Смоуки отдаёт Стимеру свою заколку, которую тот вставляет вместо шплинта и останавливает поезд. Но лёд на озере продолжает трескаться, и кондуктор приказывает Стимеру уводить поезд с озера. Стимер, вместе с кондуктором, выруливают поезд по льду, исполняя хороший дрифт, и в последний момент, когда лёд уже треснул, поезд успешно встаёт вновь на рельсы и выезжает с другой стороны озера.
Крис отдаёт билет Холли. Затем Холли передаёт свой билет кондуктору, чтобы тот его прокомпостировал. Вскоре кондуктор отводит Криса в вагон, переделанный для перевозки потерянных игрушек, где его пугает страшная кукла-марионетка по имени Скрудж, управляемая за ниточки бродягой с крыши вагона. Крис убегает в свой вагон. После того, как дети увидели северное сияние, становится понятно, что поезд наконец-то приехал на Северный полюс.
По приезде на Северный полюс дети выходят из вагонов и встают в колонну. Крис и Холли замечают, что Билли остался сидеть в хвостовом вагоне и не хочет выходить, объясняя это тем, что не рад празднику. Они убеждают Билли уйти с ними, но из-за того, что Крис случайно задел ногой какой-то железный рычаг снаружи поезда, вагон неожиданно отцепляется и на бешеной скорости катится вниз по горе, а затем съезжает по стрелке в тупик и останавливается только после того, как Крис нажимает на тормоз. Все трое решают прогуляться по городу и попадают на склад подарков.
Дети случайно оказываются в большом мешке с подарками, где находят Всезнайку, который тоже проявил любопытство и проник туда раньше них. Потом эльфы привязывают мешок тросами к летательному аппарату, который доставляет его на площадь, где уже собралась огромная толпа эльфов и детей, и укладывает в подготовленные сани, в которые затем запрягают оленей; после этого эльфы находят детей в мешке и помогают им спуститься вниз. Затем появляется Санта-Клаус и дарит Крису один из колокольчиков, случайно отлетевший от оленьей упряжки. Колокольчик этот способен издавать звон в руках только того, кто по-настоящему верит в Санта-Клауса.
Эльфы прицепляют хвостовой вагон обратно к поезду с помощью дрезины. Санта-Клаус отбывает на санях разносить подарки, а дети, сев в поезд, просят Криса показать колокольчик, но тот обнаруживает, что потерял его. Приехав домой, Крис ложится спать. На следующее утро родители Криса и его младшая сестра, Сара, будят его, чтобы открыть подарки, и среди них мальчик находит потерянный колокольчик (который, как оказалось, просто выпал из дырявого кармана его халата и был найден Санта-Клаусом в санях). Родители Криса и Сары пытаются позвенеть им, но ничего не услышали, и Крис оставляет колокольчик на столе перед тем, как уйти гулять.
В конце закадровый голос говорит о том, что когда Крис вырос, его друзья перестали слышать звон колокольчика, однако сам он по-прежнему слышит его, как все те, кто по-настоящему верит.

## В ролях
- Дэрил Сабара — Крис, «мальчик-герой» (mo-cap — Том Хэнкс, Джош Хатчерсон)
- Том Хэнкс — взрослый Крис (рассказчик) / отец Криса / кондуктор / Санта-Клаус / бродяга / кукла Скруджа
- Лесли Земекис (Хартер) — мать Криса
- Изабелла Перегрина — Сара, сестра Криса (mo-cap — Лесли Земекис, Эшли Холлоуэй)
- Нона Гайе — Холли, «девочка-герой» (вокал — Меган Мур, mo-cap — Тинаше, Дарриан О’Дрисколл)
- Джимми Беннетт — Билли, одинокий мальчик (вокал — Мэттью Холл, mo-cap — Питер Сколари, Хейден Макфарланд)
- Эдди Дизен — Всезнайка (mo-cap (частично) — Джимми Пинчак)
- Крис Коппола — Гас, беззубый мальчик (mo-cap (частично) — Коннор Матеус)
- Майкл Джетер (частично †), Андре Сольюццо — Смоуки / Стимер
- Брендан Кинг, Энди Пеллик — кондитеры
- Чарльз Фляйшер — генерал эльфов
- Стивен Тайлер — лейтенант эльфов / эльф-певец

## Русский дубляж
- Режиссёр дубляжа: Вячеслав Максаков[6]

## Производство
Фильм представляет собой 3D-вариант компьютерной анимации. Пейзажи и окружающая обстановка были созданы с помощью программных продуктов компании MAXON. При создании фильма применялся графический пакет Cinema 4D, и BodyPaint 3D. Многие персонажи-дети были смоделированы по фотографиям актёров, принимавших участие в захвате движений: прообразом Холли стала певица Тинаше, Билли — актёр Питер Сколари, Сары — жена Земекиса Лесли Элизабет Хартер (сыгравшая также роль мамы). Том Хэнкс, сыгравший в фильме пять мужских персонажей (в том числе Кондуктора и Санта-Клауса), стал также и прообразом главного героя.
Паровоз, который тянет «Полярный экспресс», смоделирован с реально существующего паровоза «Pere Marquette 1225», который хранится в железнодорожном институте города Овоссо, штат Мичиган. Сотрудники Skywalker Sound специально приезжали в Овоссо для записи звукового ряда паровоза (стук колёс, выпуск пара, свист). Этот локомотив, построенный в 1941 году, планировалось пустить на слом в 1951 году. Однако спустя шесть лет он был приобретён Университетом штата Мичиган и выставлен на территории кампуса. В 1971 году группа энтузиастов начала восстановление локомотива до рабочего состояния. Восстановление было завершено в 1985 году, и спустя три года этот паровоз стал возить экскурсионные поезда.
Единственные персонажи, чьи движения были анимированы вручную (путём скелетной анимации), а не с помощью motion capture — Смоуки и Стимер, из-за их карикатурности и большого различия в размерах. Озвучивать этих персонажей пригласили актёра Майкла Джетера, для которого «Полярный экспресс» стал последней работой в кино: Джетер умер 30 марта 2003 года, не успев доозвучить несколько реплик. Оставшиеся фразы были озвучены актёром Андре Сольюццо, который также перезаписал уже озвученные Джетером диалоги, за исключением эпизода с карибу.

## Саундтрек фильма
В 2004 году на отдельном компакт-диске вышел саундтрек к фильму «Полярный экспресс». Музыку к фильму написал композитор Алан Сильвестри, слова — Глен Баллард. Кроме того, в фильме звучат рождественские композиции разных лет.
| №                   | Название                                                                             | Текст песни         | Исполнитель(и)                          | Длительность |
| ------------------- | ------------------------------------------------------------------------------------ | ------------------- | --------------------------------------- | ------------ |
| 1.                  | «The Polar Express» (Том Хэнкс, Глен Баллард, Алан Сильвестри)                       |                     | Том Хэнкс                               | 3:25         |
| 2.                  | «When Christmas Comes To Town» (Глен Баллард)                                        |                     | Мэттью Холл и Меган Мур                 | 4:08         |
| 3.                  | «Rockin' On Top of the World» (Стивен Тайлер и Глен Баллард)                         |                     | Стивен Тайлер                           | 2:35         |
| 4.                  | «Believe» (Джош Гробан и Глен Баллард)                                               |                     | Джош Гробан                             | 4:19         |
| 5.                  | «Hot Chocolate» (Глен Баллард и Том Хэнкс)                                           |                     | Том Хэнкс                               | 2:33         |
| 6.                  | «Spirit of the Season» (Алан Сильвестри)                                             |                     | Хор Мормонской Скинии и Алан Сильвестри | 2:34         |
| 7.                  | «Seeing Is Believing» (Алан Сильвестри)                                              |                     | Алан Сильвестри                         | 3:47         |
| 8.                  | «Santa Claus Is Coming to Town» (Хейвен Гиллеспи)                                    |                     | Фрэнк Синатра                           | 2:36         |
| 9.                  | «White Christmas» (Ирвинг Берлин)                                                    | Ирвинг Берлин       | Бинг Кросби                             | 3:05         |
| 10.                 | «Winter Wonderland» (Феликс Бернард и Ричард Б. Смит)                                |                     | сёстры Эндрюс                           | 2:44         |
| 11.                 | «It's Beginning to Look a Lot Like Christmas» (Мередит Уилсон)                       |                     | Перри Комо и сёстры Фонтейн             | 2:40         |
| 12.                 | «Silver bells» (Джей Ливингстон и Рэй Эванс)                                         |                     | Кейт Смит                               | 2:39         |
| 13.                 | «Here Comes Santa Claus (Right Down Santa Claus Lane)» (Джин Отри и Оукли Хальдеман) |                     | Бинг Кросби и Сёстры Эндрюс             | 3:05         |
| 14.                 | «Suite from the Polar Express» (Алан Сильвестри)                                     |                     | Алан Сильвестри                         | 6:03         |
| Общая длительность: | Общая длительность:                                                                  | Общая длительность: | Общая длительность:                     | 46:12        |